# Said Kasmi
Said Kasmi (Fassir (Marokko), 1 november 1975) is een Nederlands politicus en bestuurder van Marokkaans afkomst. Hij is lid van D66. Sinds 5 juli 2018 is hij wethouder van Rotterdam.

## Biografie
Kasmi werd geboren in Fassir, een plaats in het noordoosten van Marokko in de buurt van de grens met Algerije. Zijn vader was reeds in 1972 in Nederland komen werken als gastarbeider. Toen hij anderhalf was kwam hijzelf ook in Nederland terecht. Hij woonde in zijn peuterjaren in de Schiebroekselaan in Rotterdam-Noord. Daarna zijn ze verhuisd naar Delfshaven. Het gezin bestond verder uit een moeder en zes andere kinderen.
Kasmi ging naar het havo aan de Wolfert van Borselen Scholengroep in Rotterdam. Daarnaast was hij vanaf zijn veertiende krantenbezorger. Van 1996 tot 2002 studeerde hij beleid en bestuur aan de Hogere Europese Beroepen Opleiding in Den Haag en van 1999 tot 2000 internationale betrekkingen, geschiedenis, media en politiek aan de Universiteit van Coventry. Hij behaalde er zijn diploma's. Van 2003 tot 2007 studeerde hij internationale betrekkingen/politicologie aan de Universiteit van Amsterdam, hetgeen hij niet afrondde.
Van 1994 tot 2007 was Kasmi werkzaam als rayonmanager bij De Persgroep. Van 2007 tot 2010 werkte hij als adviseur en trainer bij Radar. In 2007 werd hij lid van D66. Van 2010 tot 2014 was hij dagelijks bestuurder van economie, buitenruimte, ruimtelijke ordening en verkeer & vervoer in Rotterdam Centrum. Van 2015 tot 2016 was hij lid van het landelijk bestuur en van 2016 tot 2017 interim-directeur van het landelijk bureau van D66.
Van 2015 tot 2018 was Kasmi lid van de raad van toezicht van Pameijer en van 2016 tot 2018 lid van de raad van commissarissen van Woonbron. Van 2015 tot 2018 was hij Statenlid van Zuid-Holland. Hij was er woordvoerder van energie, mobiliteit, ruimtelijke ordening en economie/arbeidsmarkt. In 2018 was hij lijsttrekker voor D66 bij de gemeenteraadsverkiezingen van 2018 en was hij korte tijd gemeenteraadslid en fractievoorzitter van D66 in Rotterdam. Hij was er woordvoerder van buitenruimte, economie, mobiliteit en (lucht)haven.
Op 5 juli 2018 werd Kasmi wethouder van Rotterdam. Tot 2022 had hij er onderwijs, cultuur en toerisme in zijn portefeuille. Vanaf 2022 werd dat onderwijs, cultuur en evenementen.